# Liste des conseillers de Paris (1983-1989)

Composition du Conseil de Paris à l'issue des élections de mars 1983.
PCF: 6 sièges
PS: 16 sièges
UDF: 49 sièges
Divers droite: 9 sièges
CNI: 6 sièges
RPR: 76 sièges

Cet article regroupe les 163 conseillers de Paris pour 1983-1989.

## Liste des conseillers de Paris

### 1erarrondissement
| Période | Période          | Identité           | Étiquette                | Qualité                                                                                                 |
| ------- | ---------------- | ------------------ | ------------------------ | --- |
| 1983    | 1989             | Michel Caldaguès   | Rassemblement pour Paris | Ancien conseiller (1959-1971)                                                                           |
| 1983    | 1988 (démission) | Daniel Maillet     | Rassemblement pour Paris | Restaurateur                                                                                            |
| 1988    | 1989             | Philippe Dominati  | Paris-Libertés           | Administrateur de sociétés Conseiller régional (1992-1998) Sénateur depuis 2004 Remplace Daniel Maillet |
| 1983    | 1989             | Jean-Louis Boursin | Rassemblement pour Paris | Professeur d'université                                                                                 |

### 2earrondissement
| Période | Période | Identité               | Étiquette                | Qualité                                |
| ------- | ------- | ---------------------- | ------------------------ | -------------------------------------- |
| 1983    | 1989    | Alain Dumait           | Paris-Libertés           | Journaliste                            |
| 1983    | 1989    | Monique Garnier-Lançon | Rassemblement pour Paris | Conseillère depuis 1971                |
| 1983    | 1989    | Benoîte Taffin         | Paris-Libertés           | Maire du 2e arrondissement (1989-2001) |

### 3earrondissement
| Période | Période | Identité               | Étiquette                | Qualité                       |
| ------- | ------- | ---------------------- | ------------------------ | ----------------------------- |
| 1983    | 1989    | Jacques Dominati       | Paris-Libertés           | Ancien conseiller (1959-1977) |
| 1983    | 1989    | Marie-Thérèse Hermange | Rassemblement pour Paris | Sénatrice (2004-2011)         |
| 1983    | 1989    | Jack Lang              | PS                       | Conseiller depuis 1977        |

### 4earrondissement
| Période | Période | Identité             | Étiquette                | Qualité                                                      |
| ------- | ------- | -------------------- | ------------------------ | ------------------------------------------------------------ |
| 1983    | 1989    | Pierre-Charles Krieg | Rassemblement pour Paris | Conseiller depuis 1971 Adjoint au Maire de Paris             |
| 1983    | 1989    | Lucien Finel         | Paris-Libertés           | Conseiller depuis 1971 Adjoint au Maire de Paris (1985-1989) |
| 1983    | 1989    | Maurice Benassayag   | PS                       | Maître des requêtes au Conseil d'État                        |

### 5earrondissement
| Période | Période | Identité                | Étiquette                | Qualité                |
| ------- | ------- | ----------------------- | ------------------------ | ---------------------- |
| 1983    | 1989    | Jacques Chirac          | Rassemblement pour Paris | Conseiller depuis 1977 |
| 1983    | 1989    | Jean Tiberi             | Rassemblement pour Paris | Conseiller depuis 1965 |
| 1983    | 1989    | Roger Romani            | Rassemblement pour Paris | Conseiller depuis 1971 |
| 1983    | 1989    | Patrick-Olivier Picourt | Paris Libertés           | Directeur de société   |

### 6earrondissement
| Période | Période | Identité        | Étiquette                | Qualité                |
| ------- | ------- | --------------- | ------------------------ | ---------------------- |
| 1983    | 1989    | Pierre Bas      | Rassemblement pour Paris | Conseiller depuis 1965 |
| 1983    | 1989    | Gisèle Favre    | Paris Libertés           |                        |
| 1983    | 1989    | François Collet | Rassemblement pour Paris | Conseiller depuis 1965 |

### 7earrondissement
| Période | Période | Identité                | Étiquette                | Qualité                                                                                       |
| ------- | ------- | ----------------------- | ------------------------ | --------------------------------------------------------------------------------------------- |
| 1983    | 1989    | Édouard Frédéric-Dupont | Rassemblement pour Paris | Conseiller de 1933 à 1944, de 1945 à 1947 et depuis 1953                                      |
| 1983    | 1989    | Henri-Dominique Magnin  | Rassemblement pour Paris | Conseiller depuis 1977                                                                        |
| 1983    | 1989    | Martine Aurillac        | Rassemblement pour Paris | Attachée d'administration centrale Députée (1993-2012) Maire du 7e arrondissement (1995-2002) |
| 1983    | 1989    | Philippe Mithouard      | Paris Libertés           | Conseiller depuis 1971                                                                        |
| 1983    | 1989    | Jean-Philippe Hubin     | Rassemblement pour Paris | Conseiller depuis 1977                                                                        |

### 8earrondissement
| Période | Période | Identité                  | Étiquette                | Qualité                                                                                        |
| ------- | ------- | ------------------------- | ------------------------ | ---------------------------------------------------------------------------------------------- |
| 1983    | 1989    | Maurice Couve de Murville | Rassemblement pour Paris | Conseiller depuis 1977                                                                         |
| 1983    | 1989    | Magdeleine Anglade        | Rassemblement pour Paris | Directrice de société Députée au Parlement Européen (1982-1989) Sénatrice de Paris (1994-1995) |
| 1983    | 1989    | François Lebel            | Rassemblement pour Paris | Conseiller depuis 1977                                                                         |

### 9earrondissement
| Période | Période | Identité              | Étiquette                | Qualité                |
| ------- | ------- | --------------------- | ------------------------ | ---------------------- |
| 1983    | 1989    | Gabriel Kaspereit     | Rassemblement pour Paris | Conseiller depuis 1965 |
| 1983    | 1989    | Hélène Perrin         | Rassemblement pour Paris |                        |
| 1983    | 1989    | Claude-Henri Villette | Paris Libertés           | Directeur de sociétés  |
| 1983    | 1989    | Edmond Poli           | Rassemblement pour Paris | Conseiller depuis 1977 |

### 10earrondissement
| Période | Période | Identité             | Étiquette                | Qualité                                                                                        |
| ------- | ------- | -------------------- | ------------------------ | ---------------------------------------------------------------------------------------------- |
| 1983    | 1989    | Claude-Gérard Marcus | Rassemblement pour Paris | Conseiller depuis 1965                                                                         |
| 1983    | 1989    | Gabrielle Mass       | Rassemblement pour Paris | Attachée de presse                                                                             |
| 1983    | 1989    | Patrick Arnould      | Rassemblement pour Paris | Agent d'assurances                                                                             |
| 1983    | 1989    | Claude Challal       | Rassemblement pour Paris | Conseiller depuis 1977                                                                         |
| 1983    | 1989    | Jean Romanetti       | Rassemblement pour Paris | Conseiller depuis 1977                                                                         |
| 1983    | 1989    | Alice Saunier-Seïté  | Paris Libertés           | Professeur, recteur, maître de conférence Secrétaire d'Etat (1976-1978) - Ministre (1978-1981) |
| 1983    | 1989    | Gérard Lutier        | PS                       | Ingénieur                                                                                      |

### 11earrondissement
| Période | Période | Identité                | Étiquette                | Qualité |
| ------- | ------- | ----------------------- | ------------------------ | --- |
| 1983    | 1989    | Alain Devaquet          | Rassemblement pour Paris | Professeur de chimie Député (1978-1981, 1988-1997) Maire du 11e arrondissement (1983-1995) Ministre délégué) (1986) Adjoint au Maire de Paris |
| 1983    | 1989    | Michel Marquet          | Rassemblement pour Paris | Directeur des ventes |
| 1983    | 1989    | Gérald Guelton          | Paris Libertés           | Cadre de société |
| 1983    | 1989    | Emile August            | Rassemblement pour Paris | Juriste d'entreprise |
| 1983    | 1989    | Alain Bloch             | Paris Libertés           | Ingénieur, directeur de société |
| 1983    | 1989    | Joël Lainé              | Rassemblement pour Paris | Ingénieur |
| 1983    | 1989    | André Chavinier         | Paris Libertés           | Avocat à la Cour d'appel de Paris |
| 1983    | 1989    | Guy Gennesseaux         | Rassemblement pour Paris | Professeur |
| 1983    | 1989    | Claude Martin           | Rassemblement pour Paris | Conseiller juridique Ancien député (1968-1973 et 1978-1981) Conseiller régional                                                               |
| 1983    | 1989    | Georges Sarre           | PS                       | Conseiller depuis 1977 |
| 1983    | 1989    | Christiane Schwartzbard | PCF                      | Conseillère depuis 1965 |

### 12earrondissement
| Période | Période | Identité            | Étiquette                | Qualité                                                                            |
| ------- | ------- | ------------------- | ------------------------ | ---------------------------------------------------------------------------------- |
| 1983    | 1989    | Olivier Dassault    | Rassemblement pour Paris | Ingénieur, docteur en informatique                                                 |
| 1983    | 1989    | Jean-Pierre Bechter | Rassemblement pour Paris | Sous-Préfet (hors cadre)                                                           |
| 1983    | 1989    | Paul Pernin         | Paris-Libertés           | Adjoint au maire de Paris                                                          |
| 1983    | 1989    | Jean-Pierre Burriez | Paris-Libertés           | Fonctionnaire                                                                      |
| 1983    | 1989    | Jean-José Clément   | Rassemblement pour Paris | Industriel                                                                         |
| 1983    | 1989    | Philippe Farine     | PS                       | Journaliste                                                                        |
| 1983    | 1989    | Guy Drut            | Rassemblement pour Paris | Professeur d'éducation physique et sportive                                        |
| 1983    | 1989    | Fernand Rombach     | Rassemblement pour Paris | Colonel honoraire de la gendarmerie Ancien maire du 12e arrondissement (1972-1977) |
| 1983    | 1989    | Jean Loygue         | Paris-Libertés           | Chirurgien                                                                         |
| 1983    | 1989    | Hélène Michoud      | Rassemblement pour Paris |                                                                                    |

### 13earrondissement
| Période | Période      | Identité              | Étiquette                | Qualité                                                                                       |
| ------- | ------------ | --------------------- | ------------------------ | --------------------------------------------------------------------------------------------- |
| 1983    | 1989         | Claude Avisse         | Rassemblement pour Paris | Ingénieur, ancien maire du 13e arrondissement (1958-1977)                                     |
| 1983    | 1989         | Alain Baril           | Rassemblement pour Paris | Représentant                                                                                  |
| 1983    | 1989         | Anne-Marie Couderc    | Rassemblement pour Paris | Directrice des relations humaines Députée (1993-1995)                                         |
| 1983    | 1989         | Jacques Toubon        | Rassemblement pour Paris | Administrateur civil (hors-classe) Député (1981-1993) Maire du 13e arrondissement (1983-2001) |
| 1983    | 1984 (décès) | Daniel Benassaya      | PS                       | Professeur                                                                                    |
| 1984    | 1989         | Gisèle Stiévenard     | PS                       | Secrétaire (remplace D.Benassaya)                                                             |
| 1983    | 1989         | Gisèle Moreau         | PCF                      | Employée de banque Ancienne députée (1973-1981)                                               |
| 1983    | 1989         | Jean-Pierre Payrau    | Rassemblement pour Paris | Expert comptable, commissaire aux comptes                                                     |
| 1983    | 1989         | René Dubail           | Paris-Libertés           | Imprimeur-éditeur                                                                             |
| 1983    | 1989         | Paul Quilès           | PS                       | Député de Paris (1978-1983, 1986-1988) Ministre (1983-1985, 1988-1991)                        |
| 1983    | 1989         | Daniel Méraud         | Rassemblement pour Paris | Administrateur civil                                                                          |
| 1983    | 1989         | Jacques Miquel        | Paris-Libertés           | Avocat                                                                                        |
| 1983    | 1989         | Pierre-André Périssol | Rassemblement pour Paris | Directeur de société                                                                          |
| 1983    | 1989         | Jean Mattéoli         | Rassemblement pour Paris | Conseiller industriel                                                                         |

### 14earrondissement
| Période | Période | Identité               | Étiquette                | Qualité |
| ------- | ------- | ---------------------- | ------------------------ | --- |
| 1983    | 1989    | Edwige Avice           | PS                       | Cadre de banque, députée (1978-1981, 1986-1988) Ministre (1981-1986, 1988-1991)                                                                                           |
| 1983    | 1989    | Roland Carter          | Rassemblement pour Paris | Cadre technico-commercial Ancien député (1958-1967, 1968-1973) |
| 1983    | 1989    | Pierre Dangles         | Rassemblement pour Paris | Fonctionnaire |
| 1983    | 1989    | Marguerite Fialon      | Rassemblement pour Paris | Inspectrice principale des PTT |
| 1983    | 1989    | Claude Goasguen        | Paris-Libertés           | Universitaire, ancien doyen de Faculté |
| 1983    | 1989    | Michel Pelège          | Paris-Libertés           | Cadre d'entreprise |
| 1983    | 1989    | Lionel Assouad         | Rassemblement pour Paris | Vice-Président délégués de fédérations professionnelles Maire du 14e arrondissement (1983-2001)                                                                           |
| 1983    | 1989    | Pierre Castagnou       | PS                       | Conseiller technique au Secrétariat général de la Présidence de la République                                                                                             |
| 1983    | 1989    | Christian de La Malène | Rassemblement pour Paris | Sociologue Premier adjoint au maire de Paris (1977-1983) Député européen (1958-1994) Député (1958-1961, 1962-1977) Sénateur (1977-2004) Ancien ministre (1961-1962, 1968) |
| 1983    | 1989    | Yves Lancien           | Rassemblement pour Paris | Lieutenant colonel à la retraite Député (1978-1986) |

### 15earrondissement
| Période | Période      | Identité                 | Étiquette                | Qualité                                                                                               |
| ------- | ------------ | ------------------------ | ------------------------ | --- |
| 1983    | 1989         | René Galy-Dejean         | Rassemblement pour Paris | Dirigeant d'entreprise Maire du 15e arrondissement (1983-2008)                                        |
| 1983    | 1989         | Alain Hubert             | PS                       | Urbaniste                                                                                             |
| 1983    | 1989         | Jacqueline Nebout        | Rassemblement pour Paris | Adjointe au Maire de Paris Députée au Parlement européen (1983-1984)                                  |
| 1983    | 1989         | Jean-Paul Rocquet        | Rassemblement pour Paris | Cadre de banque                                                                                       |
| 1983    | 1989         | Jean Chérioux            | Rassemblement pour Paris | Administrateur de sociétés Ancien Président du Conseil de Paris Sénateur (1977-2004)                  |
| 1983    | 1989         | Philippe Goujon          | Rassemblement pour Paris | Assistant parlementaire                                                                               |
| 1983    | 1989         | Nicole de Hauteclocque   | Rassemblement pour Paris | Expert en relations publiques Ancienne député (1962-1986) Sénatrice (1986-1993)                       |
| 1983    | 1989         | François Ruff            | Rassemblement pour Paris | Médecin, professeur agrégé à la Faculté                                                               |
| 1983    | 1989         | Alain Destrem            | Paris-Libertés           | Cadre d'entreprise                                                                                    |
| 1983    | 1989         | Jacques Game             | Rassemblement pour Paris | Directeur de société                                                                                  |
| 1983    | 1989 (décès) | Dominique Pado           | Paris-Libertés           | Journaliste Sénateur (1967-1989)                                                                      |
| 1983    | 1989         | Jean-Charles de Vincenti | Paris-Libertés           | Cadre                                                                                                 |
| 1983    | 1989         | Jean Connehaye           | Paris-Libertés           | Architecte                                                                                            |
| 1983    | 1984 (décès) | Jacques Marette          | Rassemblement pour Paris | Cadre de l'industrie Ancien Sénateur (1959-1962) Ancien Ministre (1962-1967) Député (1967-1984)       |
| 1984    | 1989         | Georges Escudié          | Rassemblement pour Paris | Expert judiciaire (remplace J.Marette)                                                                |
| 1983    | 1989         | Antoine Veil             | Rassemblement pour Paris | Président de société Ancien Inspecteur des Finances                                                   |
| 1983    | 1989         | Roger Gauvrit            | PCF                      | Formeur-carrossier                                                                                    |
| 1983    | 1989         | Bernard Rocher           | Rassemblement pour Paris | Directeur de société Ancien Président du Conseil de Paris (1968-1969) Député (1963-1967 et 1984-1986) |

### 16earrondissement
| Période | Période      | Identité                    | Étiquette                | Qualité                                   |
| ------- | ------------ | --------------------------- | ------------------------ | ----------------------------------------- |
| 1983    | 1989         | Jean Méo                    | Rassemblement pour Paris | Ingénieur général des Mines               |
| 1983    | 1989         | Jean-Loup Morlé             | Paris-Libertés           | Directeur de société                      |
| 1983    | 1989         | Gérard Leban                | Rassemblement pour Paris | Cadre                                     |
| 1983    | 1989         | Solange Marchal             | Paris-Libertés           | Administrateur d'associations familiales  |
| 1983    | 1989         | Françoise de Panafieu       | Rassemblement pour Paris | Sociologue                                |
| 1983    | 1989         | Gilbert Gantier             | Paris-Libertés           | Député                                    |
| 1983    | 1989         | Michel Junot                | Rassemblement pour Paris | Préfet                                    |
| 1983    | 1989 (décès) | Pierre Lépine               | Rassemblement pour Paris | Docteur en médecine, licencié ès Sciences |
| 1983    | 1989         | Pierre-Christian Taittinger | Paris-Libertés           | Préfet                                    |
| 1983    | 1989         | Michel Elbel                | Paris-Libertés           | Informaticien                             |
| 1983    | 1989         | Georges Mesmin              | Paris-Libertés           | Inspecteur des Finances                   |
| 1983    | 1989         | Colette Talmon              | Paris-Libertés           |                                           |

### 17earrondissement
| Période | Période | Identité               | Étiquette                | Qualité |
| ------- | ------- | ---------------------- | ------------------------ | --- |
| 1983    | 1989    | Bernard Guyomard       | Paris-Libertés           | Administrateur civil |
| 1983    | 1989    | Serge Jeanneret        | Rassemblement pour Paris | Journaliste |
| 1983    | 1989    | Philippe Lafay         | Rassemblement pour Paris | Docteur en médecine |
| 1983    | 1989    | Alain Rivron           | Rassemblement pour Paris | Sous-directeur de banque |
| 1983    | 1989    | Xavier de La Fournière | Paris-Libertés           | Agent de change Conseiller municipal depuis 1971                                                                                         |
| 1983    | 1989    | Yves Galland           | Paris-Libertés           | Dirigeant de sociétés |
| 1983    | 1989    | Hélène Missoffe        | Rassemblement pour Paris | Députée de Paris (1974-1977 et 1978-1986) Secrétaire d'Etat (1977-1978) Députée du Val-d'Oise (1986) Sénatrice du Val-d'Oise (1986-1995) |
| 1983    | 1989    | Bernard Pons           | Rassemblement pour Paris | Docteur en médecine |
| 1983    | 1989    | Jean-Luc Gonneau       | PS                       | Ingénieur conseil |
| 1983    | 1989    | Jean de Préaumont      | Rassemblement pour Paris | Avocat Conseiller municipal depuis 1971                                                                                                  |
| 1983    | 1989    | Manuel Diaz            | Rassemblement pour Paris | Industriel |
| 1983    | 1989    | Bernard Plasait        | Paris-Libertés           | Directeur de société |
| 1983    | 1989    | Pierre Rémond          | Rassemblement pour Paris | Cadre commercial Ancien maire du 17e arrondissement (1976-1977)                                                                          |

### 18earrondissement
| Période | Période      | Identité                 | Étiquette                | Qualité                                                          |
| ------- | ------------ | ------------------------ | ------------------------ | ---------------------------------------------------------------- |
| 1983    | 1989         | Jacqueline Delatte       | Rassemblement pour Paris | Rédactrice en chef, administratrice de société                   |
| 1983    | 1989         | Louis Baillot            | PCF                      | Ingénieur A.M et E.N.S.P.M Conseiller municipal depuis 1953      |
| 1983    | 1989         | Anne-France Chantalat    | Rassemblement pour Paris | Professeur                                                       |
| 1983    | 1989         | Claude-André Debrion     | Rassemblement pour Paris | Conseiller municipal depuis 1965                                 |
| 1983    | 1989         | Bertrand Delanoë         | PS                       | Assistant parlementaire                                          |
| 1983    | 1989         | Yves Verwaerde           | Paris-Libertés           | Secrétaire national du PR                                        |
| 1983    | 1989         | Roger Chinaud            | Paris-Libertés           | Publiciste                                                       |
| 1983    | 1989         | Raymond Dohet            | Rassemblement pour Paris | Avocat Conseiller municipal depuis 1971                          |
| 1983    | 1989         | Claude Estier            | PS                       | Journaliste Conseiller municipal depuis 1971                     |
| 1983    | 1989         | Alain Juppé              | Rassemblement pour Paris | Inspecteur des Finances                                          |
| 1983    | 1989         | Dominique Lansoy         | Paris-Libertés           | Juriste - Enseignant à l'Université de Paris-I Panthéon-Sorbonne |
| 1983    | 1987 (décès) | Raymond Prieur           | Rassemblement pour Paris | Recteur d'académie, inspecteur général de l'Instruction publique |
| 1987    | 1989         | Justin Saint-Chély       | Paris-Libertés           | Commerçant (cafetier) (remplace R.Prieur)                        |
| 1983    | 1989         | René Béguet              | Rassemblement pour Paris | Ingénieur - Syndicaliste de l'encadrement                        |
| 1983    | 1989         | Lionel Jospin            | PS                       | Professeur d'Université                                          |
| 1983    | 1989         | Jean-Pierre Pierre-Bloch | Paris-Libertés           | Directeur du développement d'un groupe de presse                 |

### 19earrondissement
| Période | Période      | Identité              | Étiquette                | Qualité |
| ------- | ------------ | --------------------- | ------------------------ | --- |
| 1983    | 1989         | Simone Koch           | Rassemblement pour Paris | |
| 1983    | 1987 (décès) | Nicole Chouraqui      | Rassemblement pour Paris | Economiste - Fondatrice du Centre d'analyse et formation économique                                             |
| 1987    | 1989         | Bertrand Vallois      | Paris Libertés           | Chef d'entreprise (remplace N.Chouraqui)                                                                        |
| 1983    | 1989         | Manuel Escutia        | PS                       | Ingénieur |
| 1983    | 1989         | Patrick Faure         | Rassemblement pour Paris | Journaliste |
| 1983    | 1989         | Alain-Michel Grand    | Paris Libertés           | Editeur |
| 1983    | 1989         | Guy Longeville        | Rassemblement pour Paris | Cadre de sociétés                                                                                               |
| 1983    | 1989         | Philippe Nivet-Doumer | Rassemblement pour Paris | Cadre |
| 1983    | 1989         | Paul Laurent          | PCF                      | Agent technique                                                                                                 |
| 1983    | 1989         | Annick Bouchara       | Paris Libertés           | |
| 1983    | 1989         | Jacques Féron         | Rassemblement pour Paris | Administrateur de sociétés Conseiller municipal (1947-1959) Président du Conseil Municipal de Paris (1955-1956) |
| 1983    | 1986 (décès) | Pierre Mattéi         | Rassemblement pour Paris | Directeur de sociétés Sous-Préfet hors-cadre en retraite Conseiller de Paris depuis 1971                        |
| 1986    | 1989         | Henri Gaultier        | Rassemblement pour Paris | Commerçant Maire adjoint du 19e arrondissement (1974-1977) (remplace P.Mattéi)                                  |
| 1983    | 1989         | Jean-Thomas Nordmann  | Paris Libertés           | Agrégé de Lettres                                                                                               |

### 20earrondissement
| Période | Période | Identité                  | Étiquette                | Qualité                                                            |
| ------- | ------- | ------------------------- | ------------------------ | ------------------------------------------------------------------ |
| 1983    | 1989    | Jean-Louis Bergeal        | Paris Libertés           | Directeur de Banque                                                |
| 1983    | 1989    | Pierre-Marie Guastavino   | Rassemblement pour Paris | Avocat à la cour de Paris                                          |
| 1983    | 1989    | Isabelle de Kerviler      | Paris Libertés           | Directrice dans un cabinet d'audit                                 |
| 1983    | 1989    | Paul Violet               | Rassemblement pour Paris | Cadre                                                              |
| 1983    | 1989    | Jeanne Porcher            | Paris Libertés           | Cadre administratif                                                |
| 1983    | 1989    | Henri Malberg             | PCF                      | Fraiseur Conseiller municipal (1965-1977)                          |
| 1983    | 1989    | Cyrille Pilipenko         | Rassemblement pour Paris | Directeur de sociétés                                              |
| 1983    | 1989    | Bernard Lehideux          | Paris Libertés           | Cadre                                                              |
| 1983    | 1989    | Jean-Pierre Marliac       | Rassemblement pour Paris | Docteur en pharmacie - Administrateur du Club Européen de la Santé |
| 1983    | 1989    | Didier Bariani            | Paris Libertés           | Gérant de société                                                  |
| 1983    | 1989    | Jean Brocas (1931-2013)   | PS                       | Professeur de physiologie à l'université de Paris-Ouest            |
| 1983    | 1989    | Michel Charzat            | PS                       | Enseignant, Président du Haut Conseil du secteur public            |
| 1983    | 1989    | Patrice-Henry Desaubliaux | Rassemblement pour Paris | Journaliste au Figaro                                              |